# Phrudocentra catenata
Phrudocentra catenata är en fjärilsart som beskrevs av Louis Beethoven Prout 1932. Phrudocentra catenata ingår i släktet Phrudocentra och familjen mätare. Inga underarter finns listade i Catalogue of Life.